# 時代劇最新情報番組「瓦版」
時代劇最新情報番組「瓦版」（じだいげき・さいしんじょうほうばんぐみ・かわらばん）は、時代劇専門チャンネルで2004年7月から2012年10月に放送された番組宣伝の番組である。

## 概要
落語家で時代劇通としても知られる2代目林家三平がナビゲーターを務めたもので、時代劇専門チャンネルで放送される注目作品の紹介や、時代劇に所縁のある俳優をゲストに迎えたり、密着取材するなどして、時代劇の魅力を伝えていた。
2012年秋季改編をもって終了し、同時期に終了した時代劇おもしろ雑学「虎之巻」と形式上統合したうえで、新番組「時代劇ニュース オニワバン!」に移行した。